# ترن وغارون (إقليم فرنسي)
تَرن و غارون أو (نقحرة: تارن) (بالفرنسية: Tarne et Garoonne)‏: هو إقليم فرنسي تابع لمنطقة ميدي بيرينه. رقمه التسلسي هو 82 . أخذ اسمه من نهر غارون و رافده ترن .

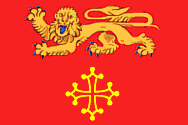
تعليق

تعليق

## معرض صور

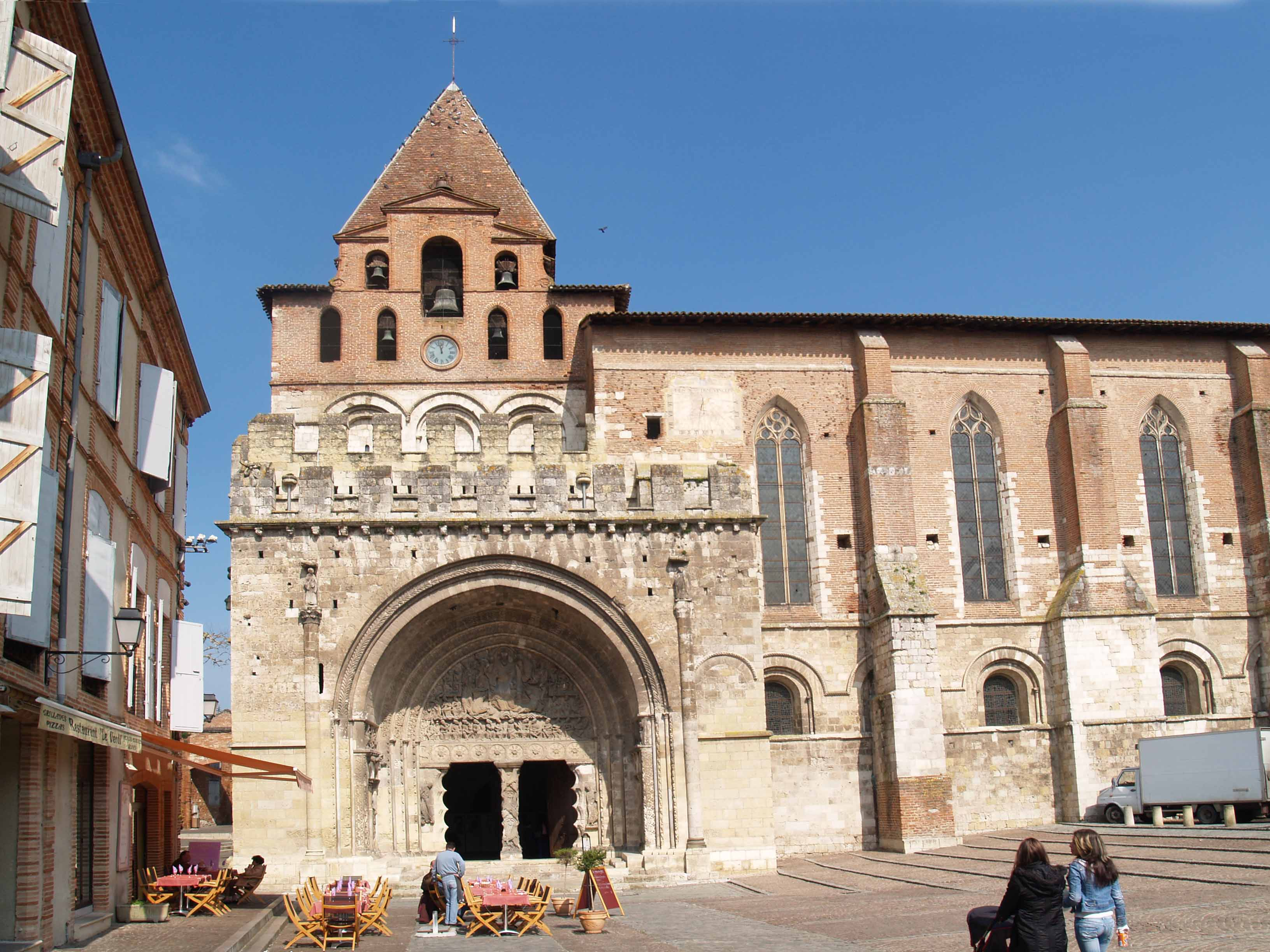
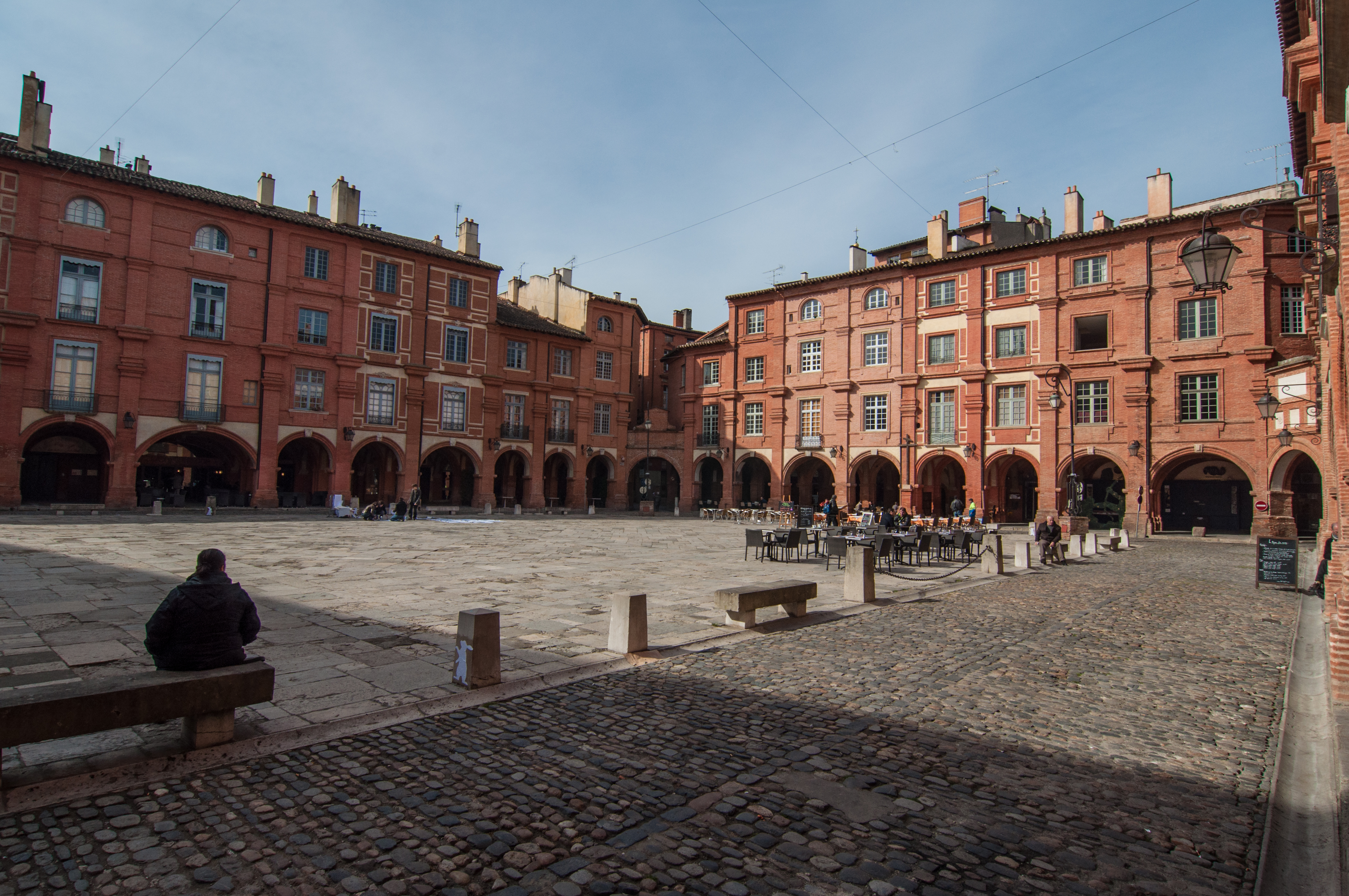
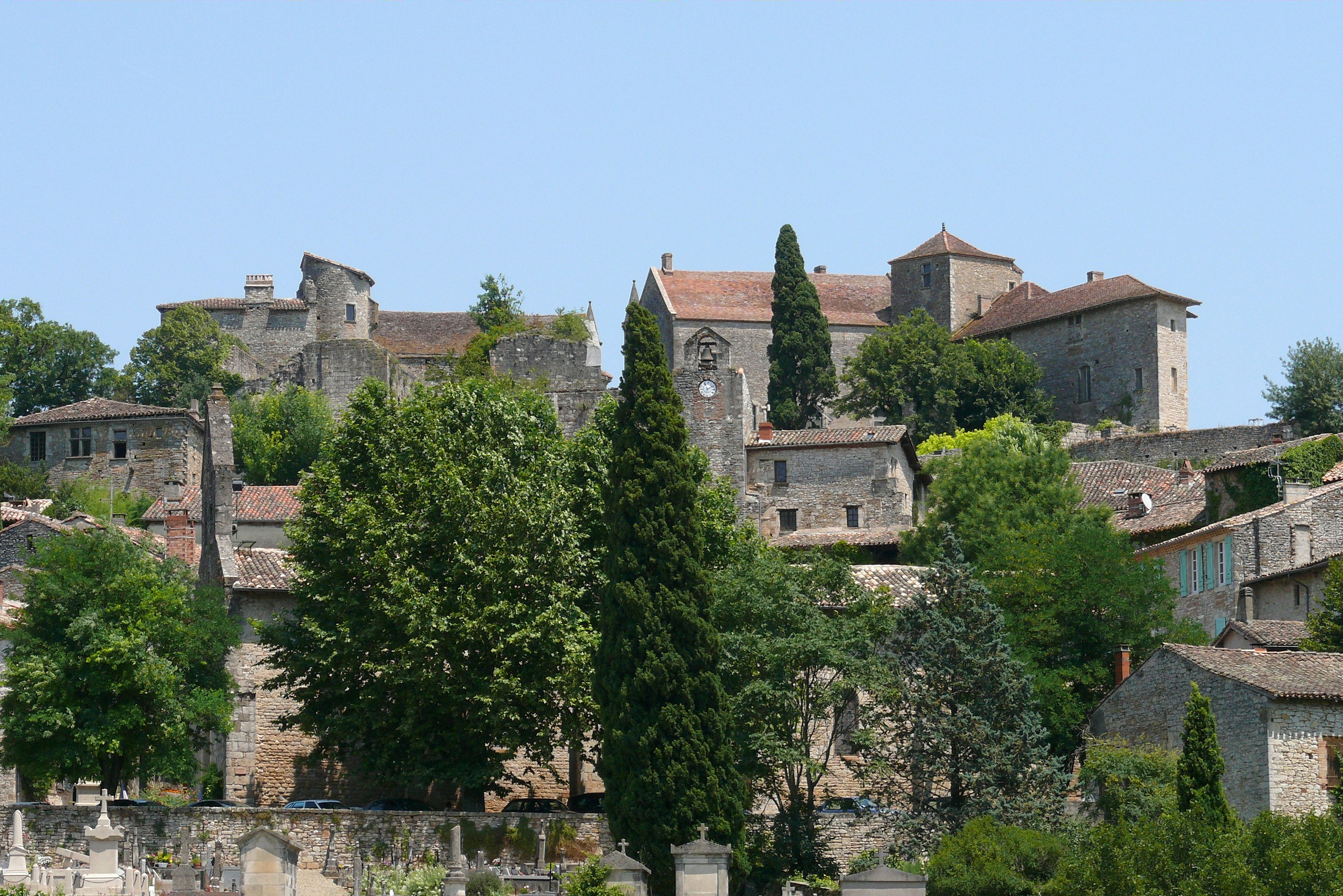
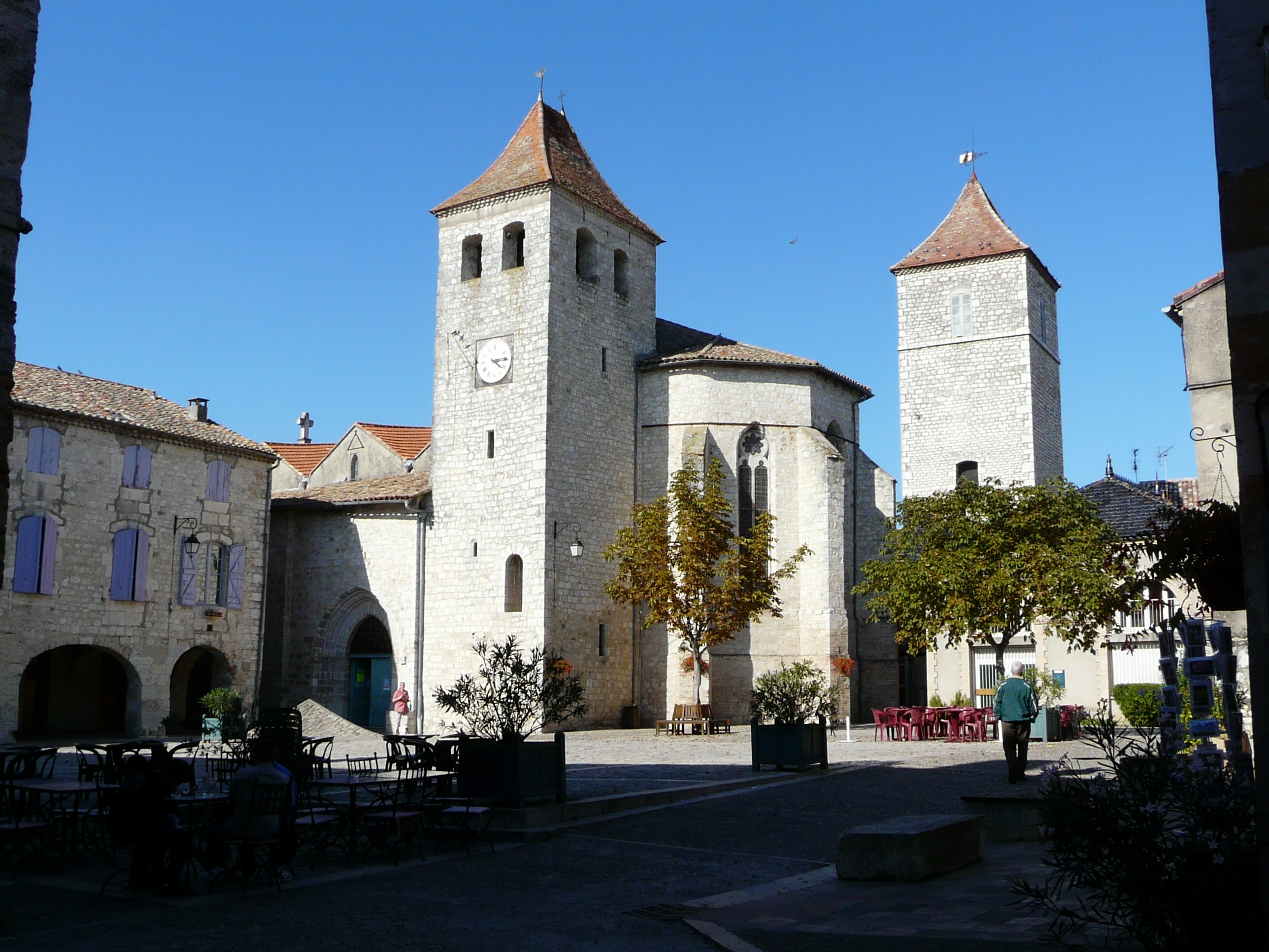
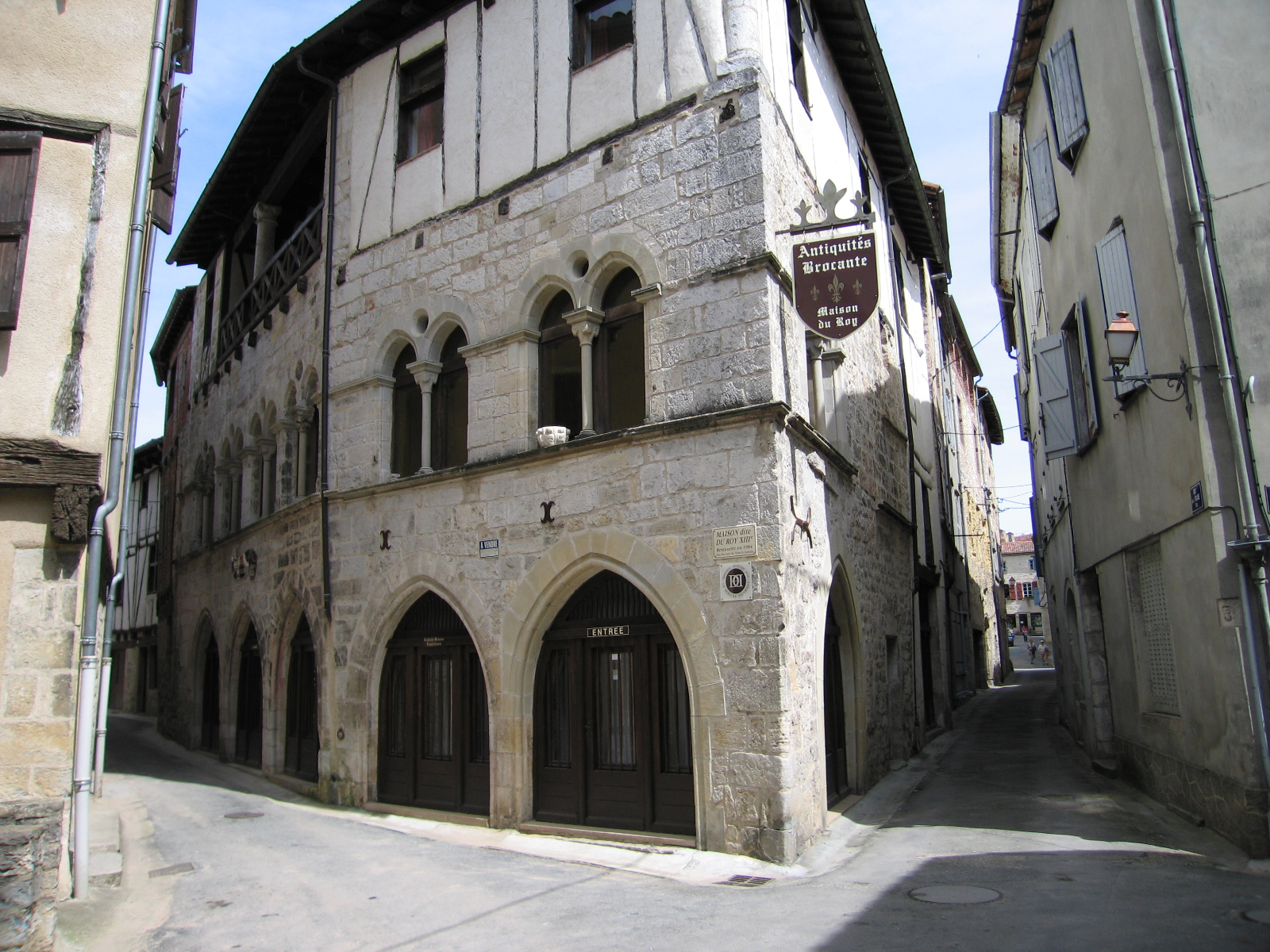
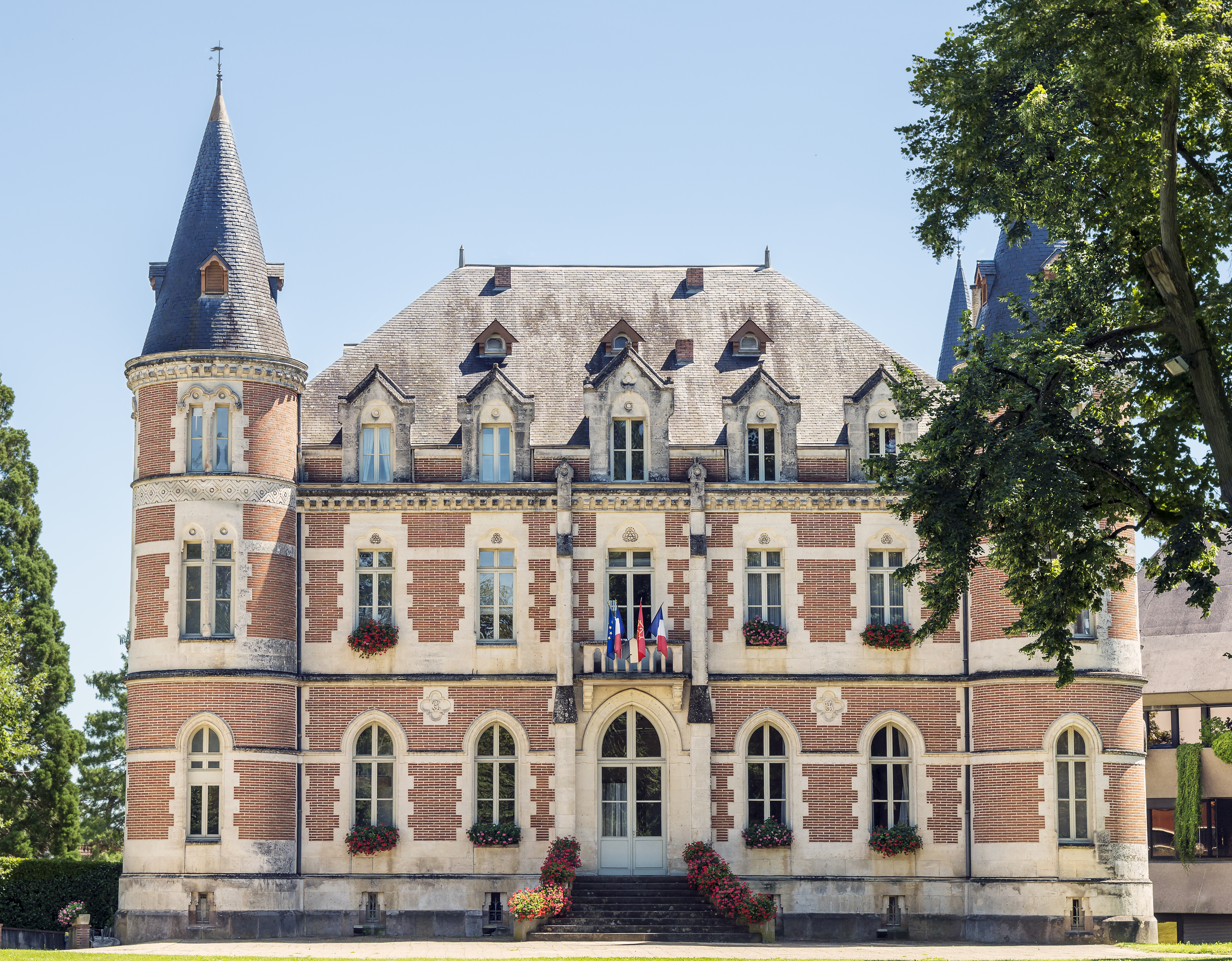